# 丹古晴己
丹古 晴己（たんご はるき、1922年11月11日 - 2012年9月7日）は、日本の作詞家。広島県佐伯郡五日市町八幡（現・広島市佐伯区）出身。ペンネーム・市場馨。

## 経歴
シベリア抑留後復員。闇屋、飯場暮らしの後、山口県岩国市で衣料品店を経営。仕事の合間に作詞の勉強を続けた。店が倒産し上京後の1968年、黒木憲が歌った「霧にむせぶ夜」が初ヒット。日本クラウンの馬渕玄三プロデューサーに自分を売り込み専属契約した。
1972年、石橋正次に書いた「夜明けの停車場」が大ヒット。他の代表曲に市場馨名義による1980年、山本譲二「みちのくひとり旅」など。また、ちあきなおみらのデビューにも関わった他、神園さやかがプロデビューするきっかけとなった、日本クラウンのオーディションに出場を勧めたのは、神園の母親と親交のあった丹古である。
2012年9月7日に死去。89歳歿。

## 主な作詞
- 石橋正次
  - 今日という日を
  - 鉄橋をわたると涙がはじまる
  - 雪国へおいで
  - 夜明けの停車場
  - 夜霧

- 胡浜三郎
  - 女のいのち
  - 女のまごころ

- 小川知子
  - 思いがけない別れ

- 角川博
  - 夜明け川

- 神園さやか
  - 約束
  - 想い出はたからもの
  - 風の思い出
  - 下北半島
  - あしずり岬
  - かげろう坂

- 可愛かずみ
  - これきり哀話（補作詞）

- 黒木憲
  - 霧にむせぶ夜
  - 君よ泣かないで
  - 男だったら

- 九重佑三子
  - 白い蝶の歌
  - 青空を返して

- 小林旭
  - おまえに逢いたい
  - 北海岸
  - さすらい酒
  - 愁冬歌
  - 岬の秋

- 小松みどり
  - 愛しちゃイャ
  - 女ごころ

- さこみちよ
  - 東京さかり場ラブコール

- 瀬川瑛子
  - 冬の小樽

- ちあきなおみ
  - かなしい唇

- 鶴岡雅義と東京ロマンチカ
  - 生きるかぎりは
  - 別れの誓い

- 鳥羽一郎／村上幸子
  - みちのくしぐれ

- 永井まこと
  - 牡丹雪の駅

- 畠山みどり
  - 男ぶし

- 浜田光夫
  - さすらいの詩

- ザ・ヴィレッジ・シンガーズ
  - 六本木の雨の中で

- 東けんじ
  - おしかった
  - ダブ子ちゃん

- 真咲よう子
  - わたすげ

- 美川憲一
  - ひとりで涙をふきましょう

- 森進一
  - 女の四季

- 森雄二とサザンクロス
  - 母性本能

- 山本譲二
  - からたちのふるさと
  - 旅の終りはお前
  - 星空の鎮魂歌(レクイエム)津田恒実投手に捧ぐ
  - みちのくひとり旅

- 由美かおる
  - 二人の朝を

- 横山ノック
  - ガンバレ!たこやきちゃん